# La Potion magique de Georges Bouillon
Pour les articles homonymes, voir Potion magique (homonymie).
La Potion magique de Georges Bouillon (George's Marvellous Medicine) est un roman de l'écrivain gallois Roald Dahl, paru en 1981.

## Résumé
Le roman raconte l'histoire d'un jeune garçon, Georges Bouillon, qui vit à la campagne avec ses parents et sa grand-mère. Cette dernière, grincheuse et égoïste, ressemble à une sorcière :  elle prétend se nourrir de limaces, de chenilles et d'insectes étranges, ou encore d'avoir des pouvoirs magiques. Un jour, Georges décide de lui préparer une potion magique à partir de divers produits qu'il trouve dans sa maison, afin de lui jouer un mauvais tour et de la secouer un bon coup. Elle va alors grandir de manière spectaculaire, jusqu'à être plus grande que la maison. Son père, en bon fermier, y voit alors un moyen de gagner de l'argent en produisant des animaux géants. Il demande alors à Georges de reproduire la potion, mais tout ne se passe pas comme prévu…